# 吉岡勇紀
吉岡勇紀（1994年9月14日 - ）は、日本の男性プロレスラー。岐阜市大垣市出身。DRAGON GATE所属。

## 経歴
学生時代には、柔道と野球をやっていた。現・新日本プロレスの棚橋弘至と同じ大垣西高等学校野球部に所属。
2015年4月、DRAGON GATE入門。同期はシュン・スカイウォーカー、Ben-K、豹。
2016年10月29日、DRAGON GATE神戸サンボーホール大会で斎藤"ジミー"了、堀口元気H.A.Gee.Mee!!とタッグを組んでリングネーム「吉岡有紀」として対望月成晃&ピーター・カッサ&中村風太組戦でデビュー。
2020年3月、武者修行に出ることを発表し、本隊を離脱した。
- ダイヤ・インフェルノとして

2020年10月7日の東京・後楽園ホール大会の吉田隆司VSドラゴン・ダイヤの試合中に乱入、試合後にダイヤのマスクを剥がす暴挙を行い、そのままR・E・Dのメンバーとなった。
11月15日の神戸ワールド記念ホール大会で因縁のダイヤとシングルを戦うも、またしてもダイヤのマスクを剥がし不透明決着となった。
2021年3月6日の大阪府立体育会館第二競技場大会で初のオープン・ザ・トライアングルゲート王座に挑戦するも、敗れた。
12月1日の後楽園ホール大会でマスカラ・コントラ・マスカラ戦にてパートナーのシュン・スカイウォーカーに裏切られマスクを失ったドラゴン・ダイヤに対し「ダイヤがマスクを取った今、俺は存在する必要はない」とし、自らマスクを脱いで正体が吉岡勇紀と改めて告白する。
2022年1月11日の後楽園ホール大会で突如現れ、ドラゴン・ダイヤとのタッグを結成する。
2022年3月3日の後楽園ホール大会でドラゴン・ダイヤとの新タッグチーム名D'Courage（ディーカレッジ）を発表する。

## 得意技
フロッグスプラッシュ（ハイフライフロー）
屈伸式のダイビング・ボディプレス。現在の主なフィニッシュ技、2025年7月13日、神戸ワールド記念ホール大会でタッグマッチで棚橋と対戦後にハイフライフローの名称とエースの称号を使用することを許可された。
グローザ
相手をバックドロップの体勢から抱え上げたあと相手の足を腰のところに入れてフェースバスターで相手の顔面を叩きつける。若手時代に使用されていた技で現在は全く使用されていない。
リバーサルサムソン
フェイントを入れたサムソン・クラッチ。相手の右腕と右足を抱え込んで後方へ丸め込み、カウントが始まる前に体を逆回転して相手を再び立たせてからサムソン・クラッチへ移行する。
バトルフック
変形のフライング・ラリアット。
ダークネスバスター
クロスアーム式ノーザンライトボム。本家であるK-ness.から継承された。
フラッシュバン
オレンジクラッシュとほぼ同型
ボーンメイス
チョークスラムのように相手を上げてパワーボムに移行する技。
バックドロップ
デスバレーボム
ブレーンバスター
テキサス・クローバー・ホールド
トペ・コンヒーロ
ドロップキック
ミサイルキック
Inferno
ダイヤ・インフェルノ時代のフィニッシャー。トップロープ、またはセカンドロープから飛びついて決めるコードブレイカー。素顔の吉岡勇紀となった今でも使用している。
バック・クラッカー
コード・ブレイカー

## タイトル歴
DRAGON GATE
- 第35代オープン・ザ・ドリームゲート王座
- 第56代、第64代、第69代オープン・ザ・ツインゲート王座（パートナーはドラゴン・ダイヤ）
- KING OF GATE 優勝（2022年）
- Rey de Parejas 優勝（2023年）（パートナーは菊田円）